# Ruta 8404 (Lima)
La ruta 8404 o "la P" es una ruta de transporte público de la ciudad de Lima, que conecta los distritos de Lurín y Ate. El trayecto de esta ruta tiene consta de 79 y 81 paradas dependiendo de la dirección y dura aproximadamente entre 3 y 4 horas.

## Características
Esta ruta de transporte público está administrada por la Empresa de Transporte Urbano Línea 4 S.A. (ETUL4SA), la cual maneja también las rutas 3705, 8308 y 8406 que transitan por la urbe limeña.

### Autorización
La ruta 8404 se encuentra autorizada por la Municipalidad Metropolitana de Lima (MML), y la Autoridad de Transporte Urbano (ATU).

## Trayecto
Los autobuses de la ruta 8404 (aprox. 90) comienzan a operar a las 5:00 a.m. y terminan a las 10:00 p.m. por los distritos de Lurín, Villa María del Triunfo, San Juan de Miraflores, Santiago de Surco, San Borja, Ate, Santa Anita, El Agustino, y Lurigancho en la provincia de Lima; pasando por importantes lugares, tales como las estaciones Villa María, María Auxiliadora, San Juan y Atocongo, la universidad Ricardo Palma, el hipódromo de Monterrico, la estación Evitamiento, el zoológico de Huachipa, el Real Plaza Santa Clara y la Comunidad Autogestonaria de Huaycán.

### Terminales
Su terminal de ida se encuentra la urbanización Las Laderas de Pachacámac, en Lurín y su terminal de vuelta se encuentra en el Sector P de Huaycán, en Ate.

### Recorrido
| Dirección          | Avenidas y calles |
| ------------------ | --- |
| Ida Hacia Ate      | Prol. Av. Sáenz Peña - Av. Zarumilla - Av. Lima - Av. Atocongo - Av. 26 de Noviembre - Avenida Pachacútec - Av. Los Héroes - Carretera Panamericana Sur - Vía de Evitamiento - Autopista Ramiro Prialé - Av. Las Torres - Carretera Central - Av. Andrés Avelino Cáceres.                                     |
| Vuelta Hacia Lurín | Av. Andrés Avelino Cáceres - Carretera Central - Av. Pedro Ruiz Gallo - Av. Rosa Vera - Av. Las Torres - Autopista Ramiro Prialé - Vía de Evitamiento - Carretera Panamericana Sur - Av. Los Héroes - Av. Pachacútec - Av. 26 de Noviembre - Av. Atocongo - Av. Lima - Av. Las Palmas - Prol. Av. Sáenz Peña. |

## Rutas relacionadas
3705 (San Juan de Lurigancho - Chorrillos), 8308 (Lurín - San Juan de Lurigancho), 8406 (Lurín - Lurigancho).